# Hugo Ferdinand Boss
Hugo Ferdinand Boss (ur. 8 lipca 1885 w Metzingen, zm. 9 sierpnia 1948 tamże) – niemiecki przedsiębiorca, krawiec i projektant mody, założyciel firmy odzieżowej Hugo Boss AG.

## Życiorys
Hugo Boss urodził się 8 lipca 1885 roku w Metzingen jako syn Heinricha Bossa i jego żony Luise Münzenmayer. Uczęszczał do miejscowej szkoły podstawowej i gimnazjum, którego jednak nie ukończył. Po opuszczeniu gimnazjum w 1899, rozpoczął trzyletnie przyuczenie do zawodu handlowca w Manufakturwaren-Engros w Bad Urach. Następnie pracował w tkalni J.J. Wendlera oraz w hurtowni sukna w Konstancji. 
Po śmierci ojca w 1908 roku, Hugo Boss przejął rodzinną firmę. W 1914 został powołany do służby na froncie I wojny światowej, uzyskując stopień kaprala. Po wojnie powrócił do kierowania rodzinnym przedsiębiorstwem. Boss założył w styczniu 1924 własną fabrykę odzieży, początkowo produkującą kurtki, bieliznę i koszule męskie, a później także odzież roboczą i sportową. W 1925 roku firma zatrudniała 33 pracowników i była jedną z największych firm tekstylnych w Metzingen. 

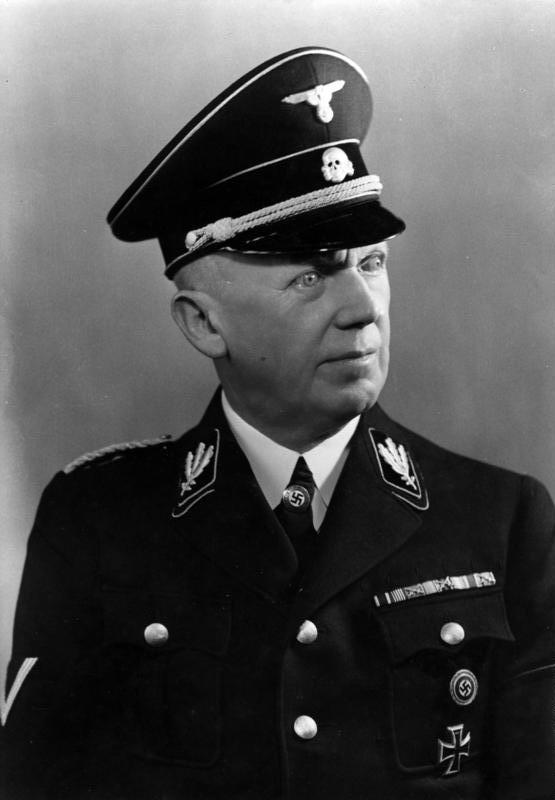
Hans Lammers w czarnym mundurze Allgemeine SS według projektu Hugo Bossa

W 1931 roku wstąpił do Narodowosocjalistycznej Niemieckiej Partii Robotników (nr legitymacji 508889) oraz Deutsche Arbeitsfront. W latach 30. i 40. jego firma produkowała mundury głównie dla SA, SS, HJ i Wehrmachtu, a także dla pracowników poczty i kolei. Otrzymała m.in. kontrakt na dostawy mundurów dla SS według projektu Karla Diebitscha. Podczas wojny w firmie Bossa pracowało około 150 robotników przymusowych i około 40 jeńców wojennych.
W 1945 Boss stanął przed francuskim trybunałem denazyfikacyjnym. Został początkowo zakwalifikowany jako obciążony (niem. Belasteter), a ostatecznie, po odwołaniu się od decyzji trybunału, otrzymał status współpodążającego (niem. Mitläufer). Zasądzono karę pieniężną w wysokości 25 tys. marek i odebrano mu bierne prawo wyborcze.
Po wojnie firma Bossa rozpoczęła produkcję mundurów i odzieży roboczej dla francuskich władz okupacyjnych i francuskiego oddziału Czerwonego Krzyża. Sam Boss pełnił funkcję zastępca dyrektora zarządzającego, do momentu przekazania firmy w 1948 swojemu zięciowi. Hugo Ferdinand Boss zmarł 9 sierpnia 1948 roku w wieku 63 lat w wyniku powikłań po ropnym zapaleniu zęba.

## Życie prywatne
W 1908 roku zawarł związek małżeński z Anną Freysinger. Para miała czworo dzieci: Gertrud, Hildegard, Siegfrieda i Doris.